# Order Gwiazdy Polarnej (Mongolia)
Order Gwiazdy Polarnej (mong. Алтан гадас одон,ᠠᠯᠲᠠᠨ
ᠭᠠᠳᠠᠰᠤ
ᠣᠳᠤᠨ) – odznaczenie państwowe Mongolii ustanowione w 1936 roku.

## Odznaczeni
Spośród Polaków  order otrzymali m.in. Bogdan Borusewicz, Maciej Jankowski oraz Krzysztof Stanowski.